# Vigilante jurado
El vigilante jurado era la denominación de una persona que ejercía en España, al servicio de una empresa privada de seguridad, funciones de vigilancia, transporte de fondos en vehículos blindados, y vigilancia de centros privados comerciales bajo el RD 629/1978.
Para ejercer esta profesión se debía obtener una habilitación expedida por el Ministerio del Interior, después de superar un proceso selectivo, donde se incluyen una serie de pruebas de aptitud psicofísica y de conocimientos.
Las personas habilitadas como vigilante jurado tenían consideración de agente de la autoridad. El cargo estaba coordinado a las Fuerzas y Cuerpos de Seguridad del Estado, es decir, Cuerpo Nacional de Policía y Guardia Civil, con las que tenían la obligación de colaborar siempre en defensa de la seguridad ciudadana y la paz social.
Desde 1992, esta figura ha sido reemplazada por la de vigilante de seguridad según la Ley 23/1992, de 30 de julio. y solo conserva el carácter de agente de la autoridad cuando trabaja de forma coordinada con las FF.CC.SS.EE.

## Placas emblema

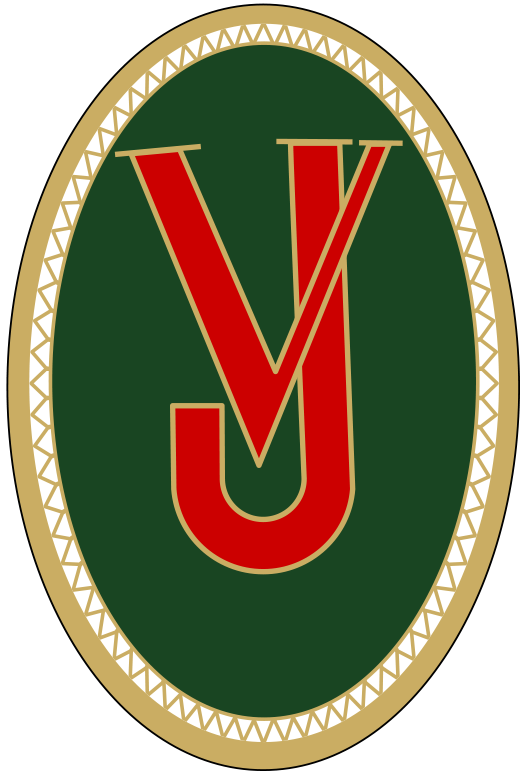
Hasta 1992.
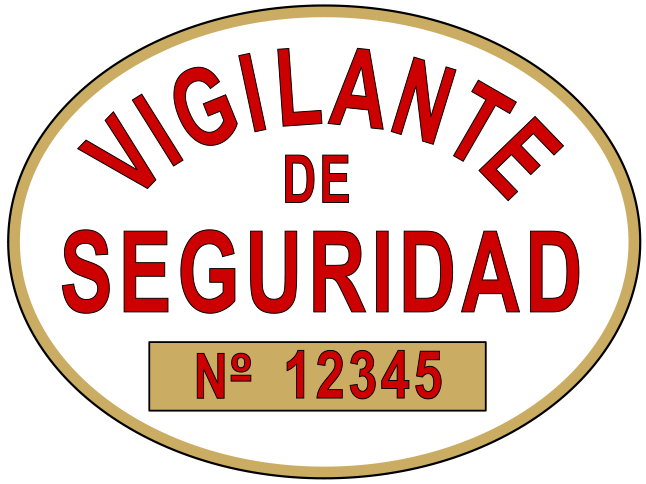
Actual.